# Besenyőtelek
Besenyőtelek é um município da Hungria, situado no condado de Heves. Tem 49,1 km² de área e sua população em 2015 foi estimada em 2.588 habitantes.